# أليكسي باباس
أليكسي باباس (باليونانية: Αλεξία Παππά)‏ هي عداءة مسافات طويلة يونانية أمريكية ولدت في يوم 28 مارس 1990 في مدينة ألاميدا في الولايات المتحدة لأب أمريكي يوناني من جزيرة رودس وأم أمريكية، اختصت بسباقات 10 ألف متر كما لها مشاركات في سباق 5000 متر و3000 داخل الصالات، في يناير 2016 حصلت على الجنسية اليونانية ومثلت اليونان في نهائي سباق 10 ألف متر في الألعاب الأولمبية الصيفية 2016 في ريو دي جانيرو وسجلت أفضل رقم شخصي لها ب31:36:16 دقيقة.

## الأعمال
- تراكتاون

## روابط خارجية
- أليكسي باباس على موقع IMDb (الإنجليزية)
- أليكسي باباس على موقع قاعدة بيانات الفيلم (الإنجليزية)
- أليكسي باباس على موقع الاتحاد الدولي لألعاب القوى (الإنجليزية)
- أليكسي باباس على موقع TFRRS.org (الإنجليزية)
- أليكسي باباس على موقع TFRRS.org (الإنجليزية)
- أليكسي باباس على موقع TFRRS.org (الإنجليزية)
- أليكسي باباس على موقع أوليمبيديا (الإنجليزية)